# Václav Jutka
Václav Jutka (4. listopadu 1939 Bartošovce – 23. prosince 2010 Trebišov) byl slovenský fotbalista, levý obránce. Jako jeden z mála fotbalistů vystudoval úspěšně medicínu. V roce 1965 si i zahrál ve filmu Fotbal. V letech 1974–1978 trénoval tým Energetik Veľké Kapušany.
Oba jeho mladší bratři – Jaroslav (* 1941) a Štefan (* 1947) – byli rovněž prvoligovými fotbalisty.

## Hráčská kariéra
V československé lize hrál za VSS Košice. Nastoupil ve 107 ligových utkáních.

### Reprezentace
Za reprezentační B-tým nastoupil v jednom utkání ve Varšavě proti Polsku.

### Prvoligová bilance
| Ročník          | Zápasy | Góly | Minuty | Klub           |
| --------------- | ------ | ---- | ------ | -------------- |
| I. liga 1958/59 | –      | 0    | –      | Jednota Košice |
| I. liga 1959/60 | 21     | 0    | –      | Jednota Košice |
| I. liga 1963/64 | 13     | 0    | 1 170  | VSS Košice     |
| I. liga 1966/67 | 17     | 0    | 1 530  | VSS Košice     |
| I. liga 1967/68 | 14     | 0    | 1 151  | VSS Košice     |
| I. liga 1968/69 | 5      | 0    | 450    | VSS Košice     |
| CELKEM          | 107    | 0    | –      |                |